# Oasi naturalistica degli stagni di Casale
L'Oasi naturalistica degli stagni di Casale "Alberto Carta", istituita nel 1998 nella parte meridionale del comune di Vicenza nella frazione di Casale, è gestita e protetta da WWF. 

## Descrizione

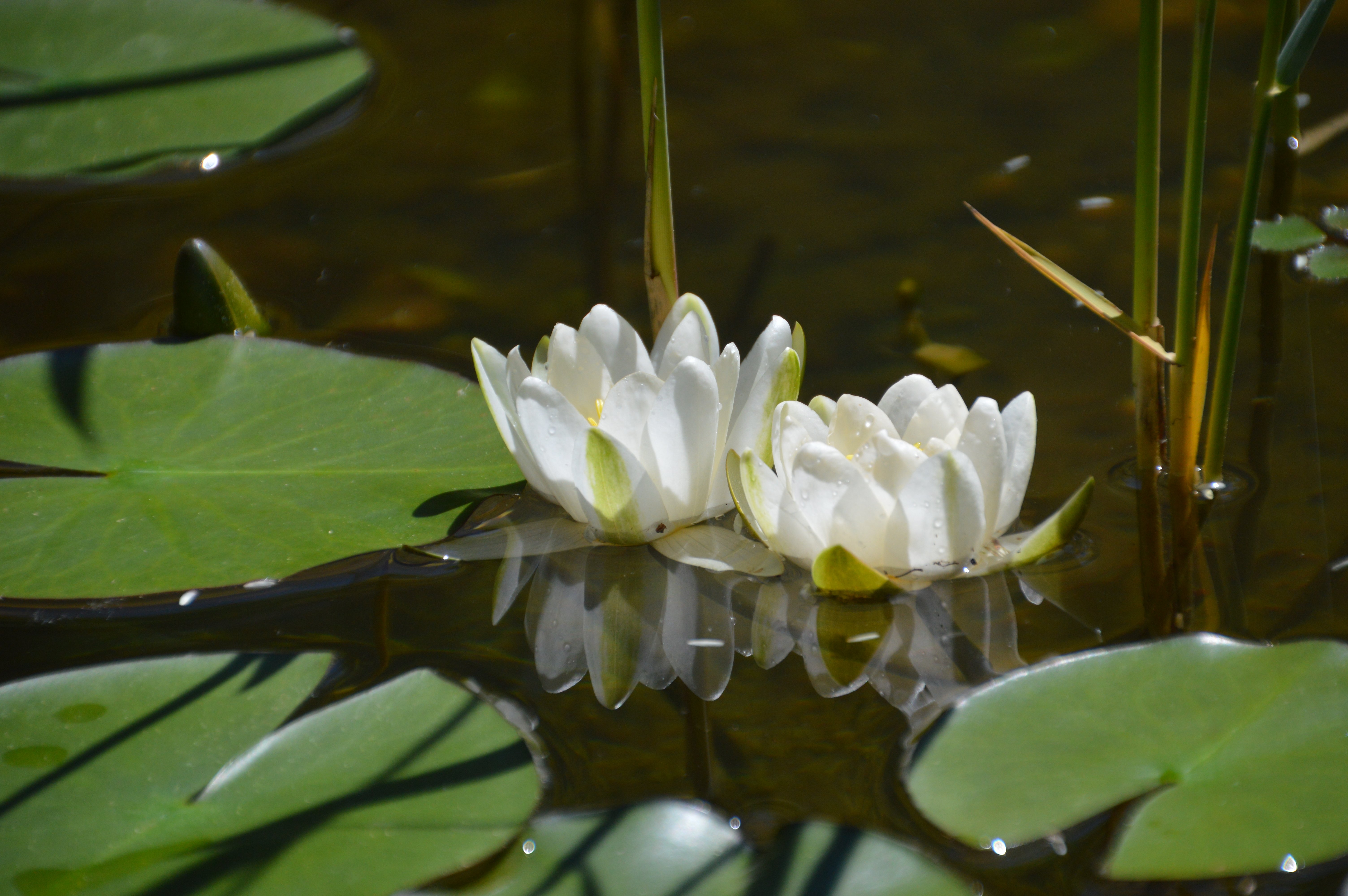
Ninfee presso l'oasi naturalistica.

L'oasi è costituita da circa 24 ettari di invasi acquitrinosi, utilizzati in precedenza per lo sfruttamento dei sedimenti argillosi. Terminata l'attività ricche d'acqua. L'Oasi si presenta come una delle poche zone umide naturali della pianura vicentina e riveste importanza per la tipica vegetazione palustre e per la fauna, composta da numerose specie di invertebrati, anfibi, uccelli e mammiferi.
L'Oasi si trova all'interno del Sito d'Importanza Comunitaria (SIC IT3220005) "Ex Cave di Casale" nel Comune di Vicenza. È inoltre una Zona di Protezione Speciale (ZPS IT3220005).
L'Oasi è intitolata ad Alberto Carta (1962-1992), un giovane fisico vicentino che aveva collaborato a lungo e con impegno alla progettazione e alla sua realizzazione.
È dal 2008 sede del Comitato Oasi WWF di Casale e del WWF Vicenza-Padova; inoltre dal 2012 è attivo un Centro WWF di Educazione Ambientale (C.E.A.) realizzato in accordo con il Comune di Vicenza e in collaborazione con WWF Italia.
L'accesso per i visitatori è dal 2017 in via Zamenhof.

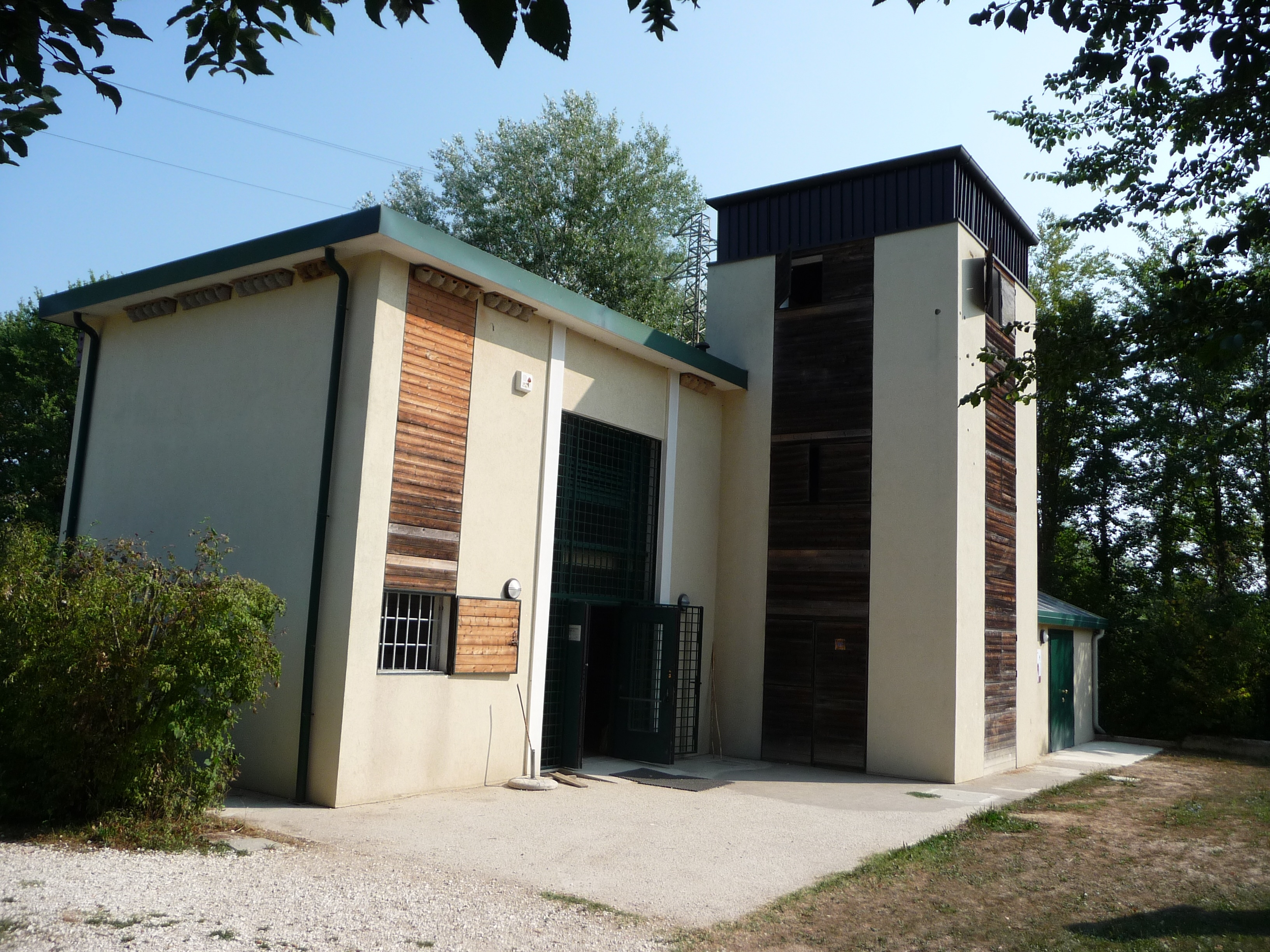
Il centro visite, anche Centro di Educazione Ambientale
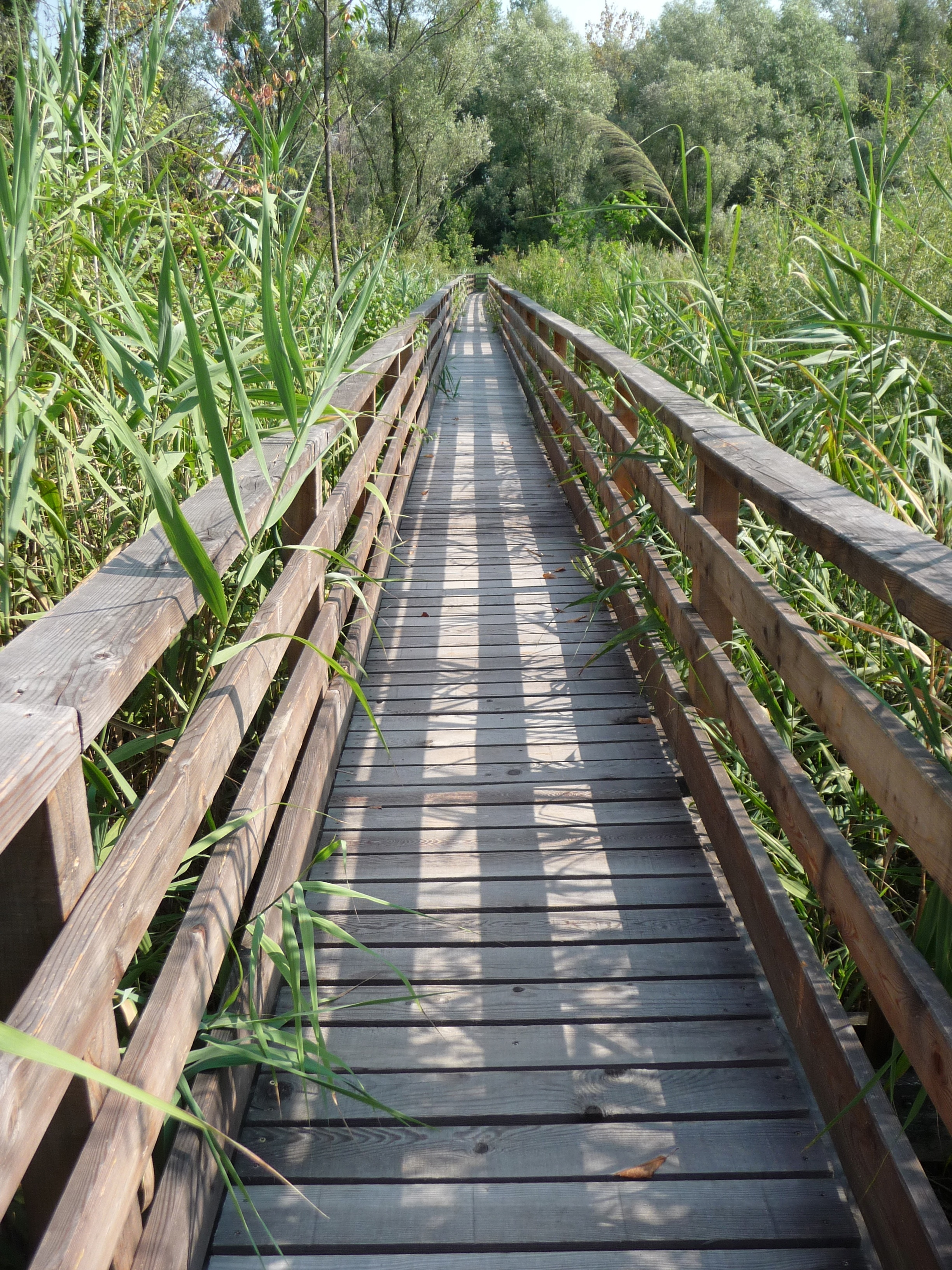
Una passerella in legno permette di percorrere le zone umide
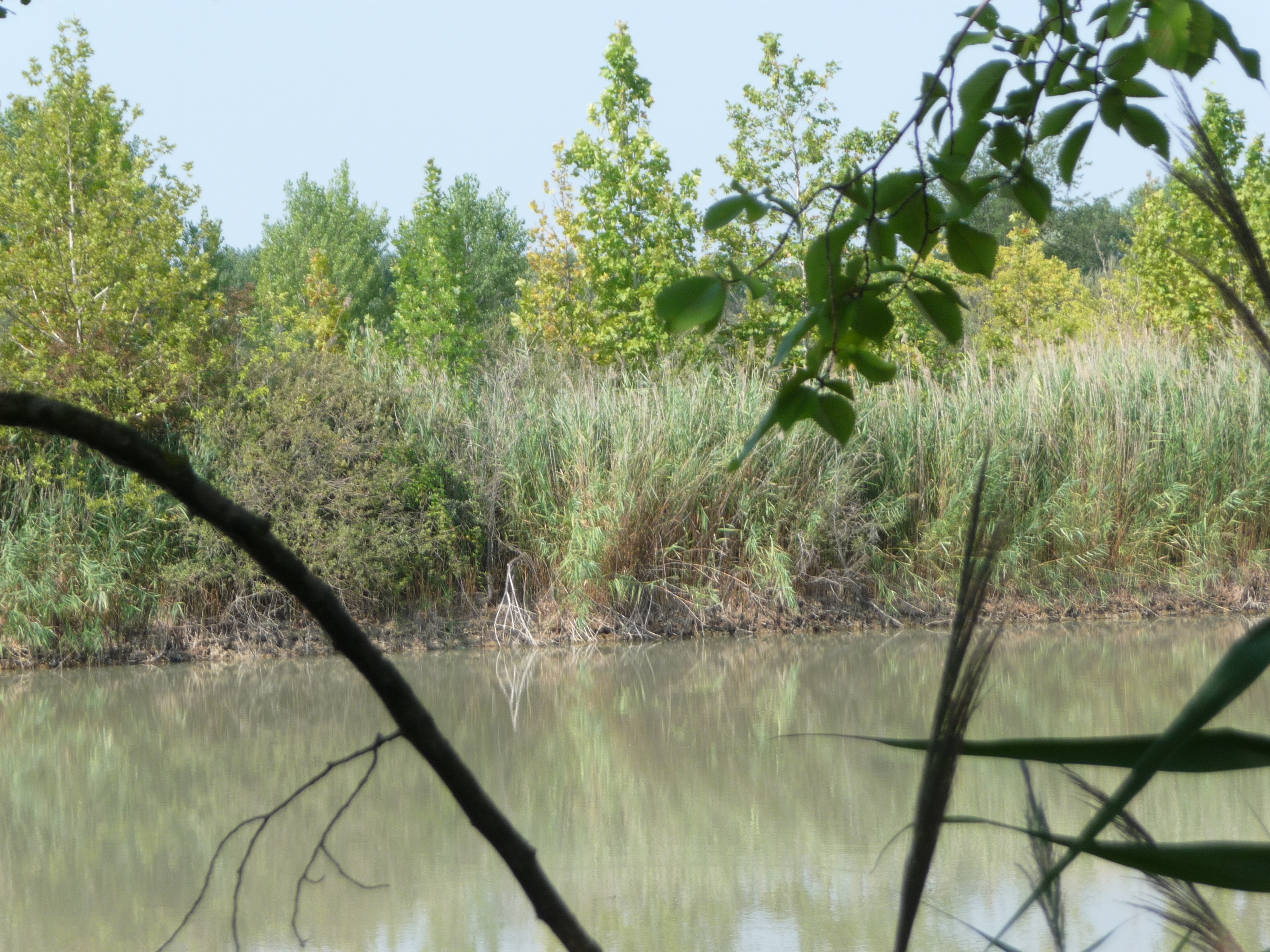
Uno degli stagni
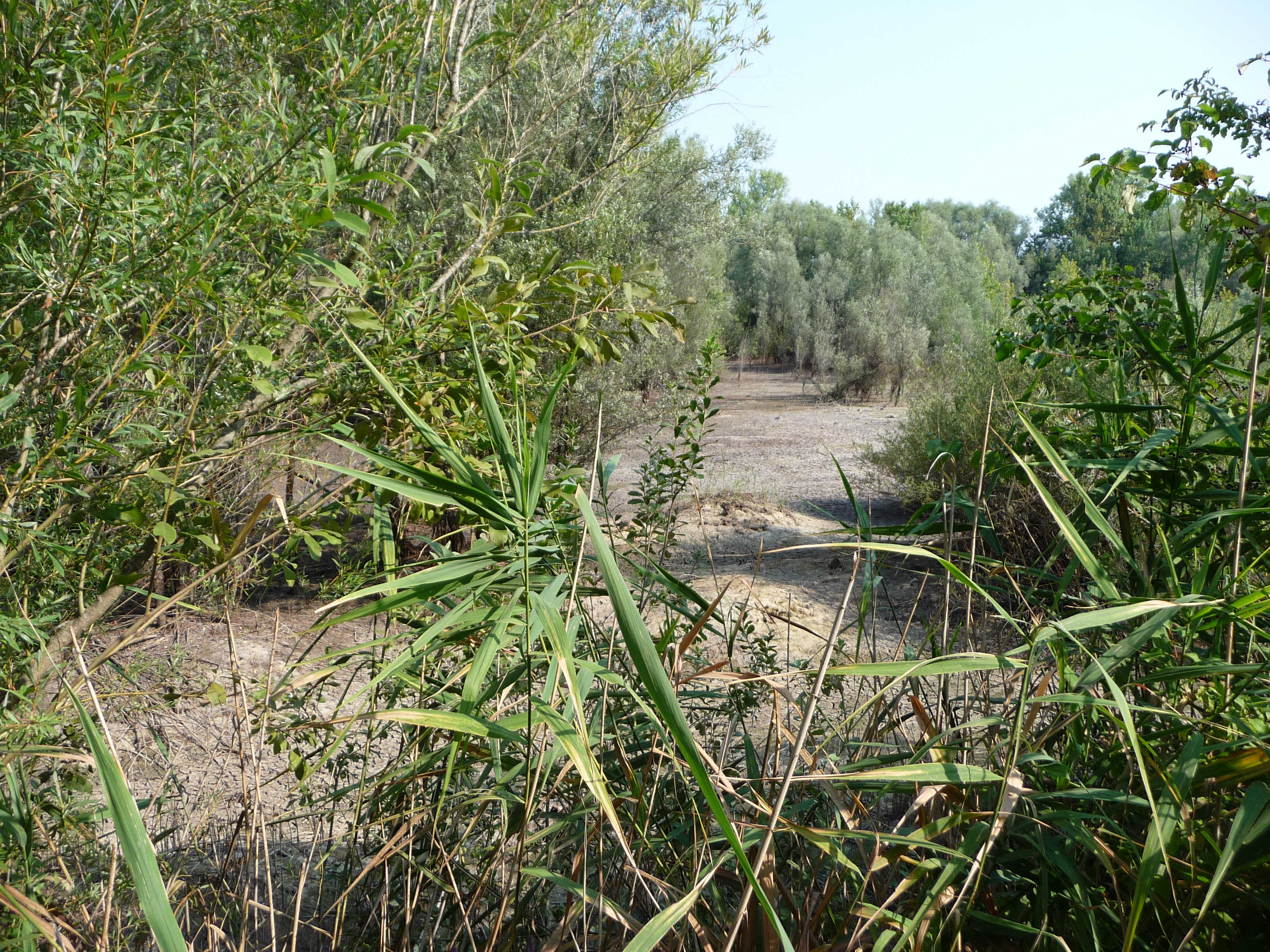
Uno degli spazi aperti (temporaneamente asciutti)
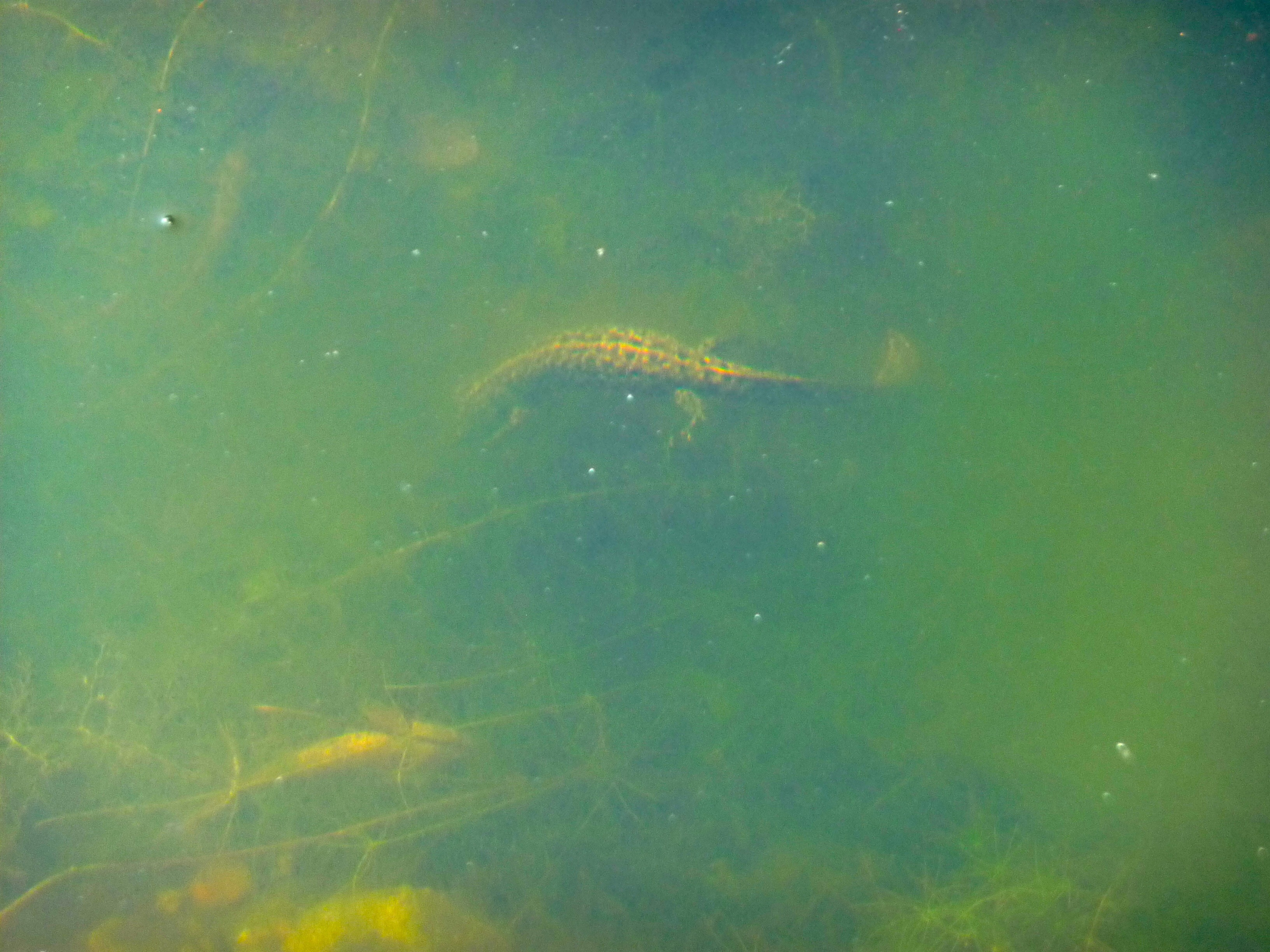
Tritoni in un piccolo stagno didattico